# Charles du Houx de Vioménil

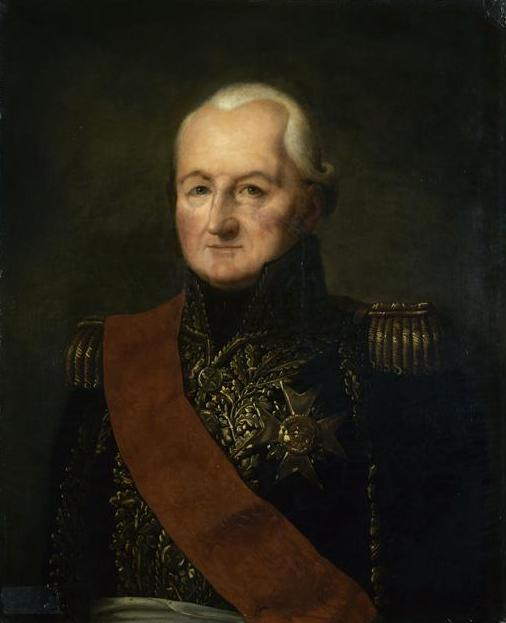
Portrait du maréchal de Vioménil von Pierre Louis Delaval (1790–1881), Musée de l’Armée

Charles Joseph Hyacinthe du Houx, Baron de Vioménil (* 22. August 1734 in Ruppes; † 5. März 1827 in Paris) war Militär in französischen, US-amerikanischen, russischen und portugiesischen Diensten, der schließlich in der Zeit der Restauration mit Ehren überhäuft wurde.

## Leben
Charles du Houx de Vioménil war der zweite Sohn von François Hyacinte du Houx, Baron de Belrupt, Seigneur de Fauconcourt, und Marie Anne Antoinette Gillet de La Vallée de Rarécourt; sein Bruder war der Lieutenant-général Antoine du Houx de Vioménil (1728–1792).
Wie sein Bruder strebte er eine militärische Karriere an. Er diente mit 13 Jahren als Lieutenant im Régiment de Limousin und nahm während des Österreichischen Erbfolgekriegs (1740–1748) an der Schlacht bei Lauffeldt (2. Juli 1747) und der Belagerung von Bergen-op-Zoom (Juli bis September 1747) teil.
Während des Siebenjährigen Kriegs (1756–1763) war er Aide de camp des Generals François de Chevert in den Deutschland-Feldzügen der Jahre 1757 und 1758.
1760 wurde er Chevalier im Ordre royal et militaire de Saint-Louis, 1761 Colonel und 1763 Brigadier des Armées du Roi. 1768 kommandierte er bei der Annexion Korsikas eine Infanteriebrigade. Nach seiner Rückkehr aufs Festland 1769 wurde er 1770 Colonel der Legion de Lorraine.
Am 28. April 1772 heiratete er Anne-Marguerite Olivier de Vaugien, Tochter von Jacques-David Olivier, Seigneur de Vaugien et de Courcelles.
1780 wurde er zum Maréchal de camp befördert und diente anschließend im Amerikanischen Unabhängigkeitskrieg unter dem Kommando von Rochambeau und an der Seite seines Bruders, bis zum Vertrags von Versailles vom 7. September 1783. Bei seiner Rückkehr nach Europa wurde er zum Inspecteur des troupes à cheval ernannt, diese Aufgabe füllte er bis 1788 aus.
1789 wurde er Kommandeur des Ordre royal et militaire de Saint-Louis, von April 1789 bis April 1790 war er Gouverneur von Martinique und der Inseln über dem Winde in Abwesenheit des Amtsinhabers, des Vicomte de Damas, wobei er sich mit dem Übergreifen der Revolution auf die Antillen auseinandersetzen musste.
1791 emigrierte er und nahm 1792/93 an den Feldzügen der Armee der Emigranten teil. 1798 trat er in russische Dienste, wo er Generalleutnant und Kommandant der Samogitien-Armee wurde, die zu einer litauischen Region gehörte, die Russland 1795 annektiert hatte. Er war vorgesehen als Kommandeur der russischen Truppen in Italien, wurde schließlich aber durch General Suworow ersetzt, und mit 1700 Soldaten nach Jersey und Guernsey geschickt, um eine Landung in Frankreich vorzubereiten.
Als seine Truppen nach Russland zurück beordert wurden, folgte Vioménil ihnen nicht, sondern machte sich auf den Weg nach Portugal, wo er von Außenminister Rodrigo Domingos de Sousa Coutinho, Conde de Linhares, berufen wurde, da dieser ernsthafte Zweifel an der Führungsfähigkeit des kommandierenden Marschalls Karl Alexander von der Goltz hatte.
Am 2. November 1801 wurde er zum Generalmarschall ernannt, am 1. Dezember nahm er an dem Militärrat teil, der die für die Armee notwendigen Reformen und die Schaffung der künftigen Militäruniversität vorbereiten sollte. 1803 musste er auf Bitten des französischen Botschafters in Lissabon, des Generals und späteren Marschalls Jean Lannes, Portugal verlassen.
1814 wurde er von König Ludwig XVIII. in die Chambre des Pairs berufen und folgte diesem, als er während der Herrschaft der Hundert Tage nach Gent auswich. Nach seiner Rückkehr nach Frankreich wurde er zum Kommandeur der Militärdivision von Bordeaux ernannt und dann auch vom König mit Ehren überhäuft: Marschall von Frankreich (1816), Marquis (1817), Ritter im Orden vom Heiligen Geist (1820) und Offizier der Ehrenlegion (1823).
Er starb am 5. März 1827 in Paris und wurde auf dem Cimetière du Mont-Valérien in Suresnes bestattet. Sein Neffe, Victor-Louis-Alexandre de Toustain Frontebosc (1774–1829), um den er sich väterlich kümmerte, beschrieb die gemeinsam verbrachte Zeit, unter anderem in der Armee der Emigranten und unter dem russischen Zar, in seinen Memoiren.